# Aliança 90/Os Verdes
A Aliança 90/Os Verdes, muitas vezes simplesmente conhecido por Verdes, (em alemão: Bündnis 90 / Die Grünen ou Grüne) é um partido político verde na Alemanha, formado a partir da fusão do Partido Verde Alemão (fundado na Alemanha Ocidental em 1980) e Aliança 90 (fundada durante a Revolução de 1989-1990 na Alemanha Oriental) em 1993. 
O foco do partido é a sustentabilidade ecológica, económica e social. Nas eleições federais de 2017, o partido ficou em sexto lugar com 8,9% dos votos (+0,5%) com direito a 67 cadeiras (+4) no Bundestag.

## História
O Partido Verde Alemão (Die Grünen) foi fundado em 13 de janeiro de 1980 em Karlsruhe, na Alemanha Ocidental e tem as suas origens movimento ecologista e pacifista do final da década de 1970. Em 1983, os Verdes ganharam os  seus primeiros lugares no Bundestag e continuaram a crescer ao longo dos anos seguintes mas, nas eleições gerais após a reunificação alemã no final de 1990, os Verdes perderam todos os lugares que detinham no Bundestag. Por outro lado, a Aliança 90 (Bündnis 90), um grupo de oposição da antiga Alemanha Oriental de tendências alternativas, obteve alguns assentos na quota reservada para a antiga RDA de acordo com as disposições transitórias específicas para este votação de reunificação. Verts e Alliance 90 decidem se fundir em 1993, o partido toma seu nome atual. 
Na Alemanha Oriental, a antiga RDA, foram os movimentos cívicos de resistência ao regime comunista que desenvolveram fortes afinidades com "Die Grünen". Quando se deu a reunificação da Alemanha, as duas correntes juntaram-se e, depois de um início difícil, conseguiram afirmar-se a nível federal com partido numericamente pequeno, mas estável  - tanto assim que formaram em 1998 um governo de coligação com o SPD, sendo o chanceler Gerhard Schröder, e o Vice Chanceler (e Ministro dos Negócios Estrangeiros) Joschka Fischer.
Desde a derrota eleitoral desta coligação, em 2005, e o advento de uma coligação centro-direita (CDU & CSU & FDP) chefiada por Angela Merkel, a Aliança 90/ Os Verdes desempenha a nível federal o papel de uma oposição activa onde um papel chave cabe, para além dos seus presidentes, aos líderes da sua bancada no Bundestag (assembleia nacional), Jürgen Trittin e Renate Künast. 
Enquanto as próximas eleições federais só se realizarão em 2013, o partido registou avanços muitos notáveis a nível estadual, especialmente em 2011, sob o impacto da catástrofe nuclear em Fukushima, decisiva para a decisão da Alemanha de fechar as suas centrais nucleares até 2022. 
Hoje (2012), a Aliança 90/ Os Verdes está presente em todos os parlamentos estaduais e em seis governos estaduais. 
Pela primeira vez, conquistou um lugar de primeiro ministro, assumido por Winfried Kretschmann  - em Baden-Württemberg onde duas importantes câmaras municipais, de Freiburg im Breisgau e de Tübingen, já tinham um presidente "verde", e onde a capital estadual, Estugarda passou em 2012 também a ter um presidente verde.
Em Outubro de 2012, os membros do partido escolheram, num processo eleitoral sem precedentes, as duas pessoas que encabeçarão a lista dos candidatos para as eleições para o Bundestag, agendadas para 2013: Jürgen Trittin e Katrin Göring-Eckardt, actual vice-presidente do Bundestag.

## Ideologia
- Política ambiental: um princípio básico da política d'Os Verdes é o desenvolvimento sustentável. Isso inclui o respeito pelo meio ambiente, a proteção dos recursos naturais e a aposta na energia renovável. Para além da política ambiental, desde 2007 que os Verdes defendem uma política climática que também inclua aspectos da política socioeconómica e de segurança[2].
- Política socioeconómica: o desenvolvimento sustentável também é a principal ideia da política socioeconómica d'Os Verdes, a fim de atender às necessidades das gerações atuais sem diminuir as das futuras. Além disso, parte do partido defende a ideia de uma renda básica de cidadania para expandir o atual sistema de previdência social[2].
- Política social: defendem fortemente a liberdade individual e coletiva e os direitos civis. Exemplos dessa política são a integração de imigrantes numa sociedade multicultural, o reconhecimento de casais homossexuais e a igualdade de género. Os Verdes mantêm uma política rígida de quotas para garantir a igualdade de homens e mulheres em todas as suas organizações[2].
- Política europeia: apoiam o aprofundamento e o alargamento da União Europeia, o apoio à entrada da Turquia na UE e ao Tratado de Lisboa[2].
- Política educacional: os Verdes apoiam os princípios de escolas abrangentes, para superar o atual sistema educacional na Alemanha, com sua segregação de estudantes em escolas de diferentes níveis. Na política universitária, Os Verdes rejeitam as taxas de matrícula (proibidas na Alemanha até 2005), embora em Hamburgo, onde fazem parte do governo regional, aceitem um modelo segundo o qual os estudantes só terão que pagar essas taxas se encontrarem após a carreira um trabalho com altos salários[2].

### Fações internas
Existem, essencialmente, duas fações dentro d'Os Verdes:
- Fundis (Jutta Ditfurth, Rainer Trampert): é a ala mais "radical" do partido, cuja possui uma abordagem ecossocialista, anticapitalista e pacifista, além de visar a proteção dos direitos dos animais e uma aversão aos métodos políticos tradicionais, preferindo manter uma organização descentralizada[5].
- Realo (Joschka Fischer, Daniel Cohn-Bendit): os chamados adeptos da Realpolitik, é a ala "realista do partido, que defende uma abordagem reformista e pragmática, assente da cooperação interpartidária [6][7].

## Resultados Eleitorais

### Eleições legislativas
| Data | Líder                 | M. Uninominal | M. Uninominal | M. Uninominal | M. Uninominal | M. Proporcional | M. Proporcional | M. Proporcional | M. Proporcional | Deputados | +/- | Status   | Notas        |
| Data | Líder                 | CI.           | Votos         | %             | +/-           | CI.             | Votos           | %               | +/-             | Deputados | +/- | Status   | Notas        |
| ---- | --------------------- | ------------- | ------------- | ------------- | ------------- | --------------- | --------------- | --------------- | --------------- | --------- | --- | -------- | ------------ |
| 1980 | Petra Kelly           | 5.º           | 732 619       | 1,0 / 100,0   |               | 5.º             | 569 589         | 1,5 / 100,0     |                 | 0 / 519   |     | Oposição |              |
| 1983 | Petra Kelly           | 5.º           | 1 609 855     | 4,1 / 100,0   | 3,1           | 5.º             | 2 167 431       | 5,6 / 100,0     | 4,1             | 27 / 520  | 27  | Oposição |              |
| 1987 | Petra Kelly           | 4.º           | 2 649 459     | 7,0 / 100,0   | 2,9           | 5.º             | 3 126 256       | 8,3 / 100,0     | 2,7             | 42 / 518  | 15  | Oposição |              |
| 1990 | Petra Kelly           | 5.º           | 2 037 885     | 4,4 / 100,0   | 2,6           | 5.º             | 1 788 200       | 3,8 / 100,0     | 4,5             | 0 / 662   | 42  | N/A      | "Os Verdes"  |
| 1990 | Klaus Feige           | 8.º           | 552 027       | 1,2 / 100,0   |               | 8.º             | 559 207         | 1,2 / 100,0     |                 | 8 / 662   |     | Oposição | "Aliança 90" |
| 1994 | Antje Vollmer         | 4.º           | 3 037 902     | 6,5 / 100,0   | 0,9           | 4.º             | 3 424 315       | 7,3 / 100,0     | 2,3             | 49 / 672  | 41  | Oposição |              |
| 1998 | Joschka Fischer       | 4.º           | 2 448 162     | 5,0 / 100,0   | 1,3           | 4.º             | 3 301 624       | 6,7 / 100,0     | 0,6             | 47 / 669  | 2   | Governo  |              |
| 2002 | Joschka Fischer       | 5.º           | 2 693 794     | 5,6 / 100,0   | 0,6           | 4.º             | 4 108 314       | 8,6 / 100,0     | 1,9             | 55 / 603  | 8   | Governo  |              |
| 2005 | Joschka Fischer       | 5.º           | 2 538 913     | 5,4 / 100,0   | 0,2           | 5.º             | 3 838 326       | 8,1 / 100,0     | 0,5             | 51 / 614  | 4   | Oposição |              |
| 2009 | Jürgen Trittin        | 5.º           | 3 977 125     | 9,2 / 100,0   | 3,8           | 5.º             | 4 641 197       | 10,7 / 100,0    | 2,6             | 68 / 622  | 17  | Oposição |              |
| 2013 | Jürgen Trittin        | 5.º           | 3 180 299     | 7,3 / 100,0   | 1,9           | 4.º             | 3 690 314       | 8,4 / 100,0     | 2,3             | 63 / 631  | 5   | Oposição |              |
| 2017 | Katrin Göring-Eckardt | 5.º           | 3 717 436     | 8,0 / 100,0   | 0,7           | 6.º             | 4 157 564       | 8,9 / 100,0     | 0,5             | 67 / 709  | 4   | Oposição |              |
| 2021 | Annalena Baerbock     | 3.º           | 6 469 081     | 14,0 / 100,0  | 6,0           | 3.º             | 6 852 206       | 14,8 / 100,0    | 5,9             | 118 / 736 | 51  | Governo  |              |

### Eleições europeias
| Data | CI. | Votos     | %              | +/-  | Deputados | +/- |
| ---- | --- | --------- | -------------- | ---- | --------- | --- |
| 1979 | 5.º | 893 683   | 3,21 / 100,00  |      | 0 / 81    |     |
| 1984 | 4.º | 2 025 972 | 8,15 / 100,00  | 4,94 | 7 / 81    | 7   |
| 1989 | 3.º | 2 382 102 | 8,45 / 100,00  | 0,30 | 8 / 81    | 1   |
| 1994 | 3.º | 3 563 268 | 10,06 / 100,00 | 1,61 | 12 / 99   | 4   |
| 1999 | 4.º | 1 741 494 | 6,44 / 100,00  | 3,62 | 7 / 99    | 5   |
| 2004 | 3.º | 3 078 276 | 11,94 / 100,00 | 5,50 | 13 / 99   | 6   |
| 2009 | 3.º | 3 193 821 | 12,13 / 100,00 | 0,19 | 14 / 99   | 1   |
| 2014 | 3.º | 3 138 201 | 10,70 / 100,00 | 1,43 | 11 / 96   | 3   |
| 2019 | 2.º | 7 675 584 | 20,53 / 100,00 | 9,83 | 21 / 96   | 10  |

### Eleições regionais

#### Baden-Württemberg
| Data | CI. | Votos     | %            | +/-  | Deputados | +/- | Status   |
| ---- | --- | --------- | ------------ | ---- | --------- | --- | -------- |
| 1980 | 4.º | 241 303   | 5,4 / 100,0  |      | 6 / 124   |     | Oposição |
| 1984 | 3.º | 372 374   | 8,0 / 100,0  | 2,6  | 9 / 126   | 3   | Oposição |
| 1988 | 3.º | 383 099   | 7,9 / 100,0  | 0,1  | 10 / 125  | 1   | Oposição |
| 1992 | 4.º | 467 781   | 9,5 / 100,0  | 1,6  | 13 / 146  | 3   | Oposição |
| 1996 | 3.º | 580 801   | 12,1 / 100,0 | 2,6  | 19 / 155  | 6   | Oposição |
| 2001 | 4.º | 350 383   | 7,7 / 100,0  | 3,4  | 10 / 128  | 9   | Oposição |
| 2006 | 3.º | 462 889   | 11,7 / 100,0 | 4,0  | 17 / 139  | 7   | Oposição |
| 2011 | 2.º | 1 206 182 | 24,2 / 100,0 | 12,5 | 36 / 138  | 19  | Governo  |
| 2016 | 1.º | 1 623 107 | 30,3 / 100,0 | 6,1  | 47 / 143  | 11  | Governo  |

#### Baixa Saxónia
| Data | CI. | Votos   | %            | +/- | Deputados | +/-     | Status            |
| ---- | --- | ------- | ------------ | --- | --------- | ------- | ----------------- |
| 1978 | 4.º | 157 733 | 3,9 / 100,0  |     | 0 / 155   |         | Extra-parlamentar |
| 1982 | 3.º | 273 338 | 6,5 / 100,0  | 2,7 | 11 / 171  | 11      | Oposição          |
| 1986 | 3.º | 303 308 | 7,1 / 100,0  | 0,6 | 11 / 155  | Estável | Oposição          |
| 1990 | 4.º | 229 846 | 5,5 / 100,0  | 1,6 | 8 / 155   | 3       | Governo           |
| 1994 | 3.º | 314 440 | 7,4 / 100,0  | 1,9 | 13 / 161  | 5       | Oposição          |
| 1998 | 3.º | 304 193 | 7,1 / 100,0  | 0,3 | 12 / 157  | 1       | Oposição          |
| 2003 | 4.º | 304 532 | 7,6 / 100,0  | 0,5 | 14 / 183  | 2       | Oposição          |
| 2008 | 4.º | 273 934 | 8,0 / 100,0  | 0,4 | 12 / 152  | 2       | Oposição          |
| 2013 | 3.º | 489 473 | 13,7 / 100,0 | 5,7 | 20 / 137  | 8       | Governo           |
| 2017 | 3.º | 334 130 | 8,7 / 100,0  | 5,0 | 12 / 137  | 8       | Oposição          |

#### Baviera
| Data | CI. | Votos     | %            | +/- | Deputados | +/-     | Status            |
| ---- | --- | --------- | ------------ | --- | --------- | ------- | ----------------- |
| 1978 | 4.º | 210 977   | 1,8 / 100,0  |     | 0 / 204   |         | Extra-parlamentar |
| 1982 | 3.º | 558 687   | 4,6 / 100,0  | 2,8 | 0 / 204   | Estável | Extra-parlamentar |
| 1986 | 3.º | 854 353   | 7,5 / 100,0  | 2,9 | 15 / 204  | 15      | Oposição          |
| 1990 | 3.º | 712 011   | 6,4 / 100,0  | 1,1 | 12 / 204  | 3       | Oposição          |
| 1994 | 3.º | 713 732   | 6,1 / 100,0  | 0,3 | 14 / 204  | 2       | Oposição          |
| 1998 | 3.º | 692 456   | 5,7 / 100,0  | 0,4 | 14 / 204  | Estável | Oposição          |
| 2003 | 3.º | 793 050   | 7,7 / 100,0  | 2,0 | 15 / 180  | 1       | Oposição          |
| 2008 | 4.º | 999 111   | 9,4 / 100,0  | 1,7 | 19 / 187  | 4       | Oposição          |
| 2013 | 4.º | 1 018 652 | 8,6 / 100,0  | 0,8 | 18 / 180  | 1       | Oposição          |
| 2018 | 2.º | 2 377 766 | 17,5 / 100,0 | 8,9 | 38 / 205  | 20      | Oposição          |

#### Berlim
| Data             | CI.              | Votos            | %                | +/-              | Deputados        | +/-              | Status            | Notas      |
| Berlim Ocidental | Berlim Ocidental | Berlim Ocidental | Berlim Ocidental | Berlim Ocidental | Berlim Ocidental | Berlim Ocidental | Berlim Ocidental  | Notas      |
| ---------------- | ---------------- | ---------------- | ---------------- | ---------------- | ---------------- | ---------------- | ----------------- | ---------- |
| 1979             | 4.º              | 47 642           | 3,7 / 100,0      |                  | 0 / 135          |                  | Extra-parlamentar |            |
| 1981             | 3.º              | 90 653           | 7,2 / 100,0      | 3,5              | 9 / 132          | 9                | Oposição          |            |
| 1985             | 3.º              | 132 484          | 10,6 / 100,0     | 3,4              | 15 / 144         | 6                | Oposição          |            |
| 1989             | 3.º              | 141 529          | 11,8 / 100,0     | 1,2              | 17 / 138         | 2                | Governo           |            |
| Berlim Unificada |                  |                  |                  |                  |                  |                  |                   |            |
| 1990             | 5.º              | 100 839          | 5,0 / 100,0      |                  | 12 / 241         |                  | Oposição          | Os Verdes  |
| 1990             | 6.º              | 87 891           | 4,4 / 100,0      |                  | 11 / 241         |                  | Oposição          | Aliança 90 |
| 1995             | 4.º              | 219 990          | 13,2 / 100,0     | 3,8              | 30 / 206         | 7                | Oposição          |            |
| 1999             | 4.º              | 155 322          | 9,9 / 100,0      | 3,4              | 18 / 169         | 12               | Oposição          |            |
| 2001             | 5.º              | 148 066          | 9,1 / 100,0      | 0,8              | 14 / 141         | 4                | Oposição          |            |
| 2006             | 4.º              | 180 865          | 13,1 / 100,0     | 4,0              | 23 / 149         | 9                | Oposição          |            |
| 2011             | 3.º              | 257 063          | 17,6 / 100,0     | 4,5              | 29 / 149         | 6                | Oposição          |            |
| 2016             | 4.º              | 248 324          | 15,2 / 100,0     | 2,4              | 27 / 160         | 2                | Governo           |            |

#### Brandemburgo
| Data | CI. | Votos  | %           | +/- | Deputados | +/-     | Status            | Notas      |
| ---- | --- | ------ | ----------- | --- | --------- | ------- | ----------------- | ---------- |
| 1990 | 5.º | 81 725 | 6,4 / 100,0 |     | 6 / 88    |         | Governo           | Aliança 90 |
| 1990 | 6.º | 36 238 | 2,8 / 100,0 |     | 0 / 88    |         | Extra-parlamentar | Os Verdes  |
| 1994 | 4.º | 31 033 | 2,9 / 100,0 | 6,3 | 0 / 88    | 6       | Extra-parlamentar |            |
| 1999 | 5.º | 21 410 | 1,9 / 100,0 | 1,0 | 0 / 89    | Estável | Extra-parlamentar |            |
| 2004 | 5.º | 42 091 | 3,6 / 100,0 | 1,7 | 0 / 88    | Estável | Extra-parlamentar |            |
| 2009 | 5.º | 78 550 | 5,7 / 100,0 | 2,1 | 5 / 88    | 5       | Oposição          |            |
| 2014 | 5.º | 60 767 | 6,2 / 100,0 | 0,5 | 6 / 88    | 1       | Oposição          |            |

#### Bremen
| Data | CI. | Votos   | %            | +/- | Deputados | +/- | Status   |
| ---- | --- | ------- | ------------ | --- | --------- | --- | -------- |
| 1983 | 3.º | 22 280  | 5,4 / 100,0  |     | 5 / 100   |     | Oposição |
| 1987 | 3.º | 39 839  | 10,2 / 100,0 | 4,8 | 10 / 100  | 5   | Oposição |
| 1991 | 3.º | 42 096  | 11,4 / 100,0 | 1,2 | 11 / 100  | 1   | Governo  |
| 1995 | 3.º | 44 977  | 13,1 / 100,0 | 1,7 | 14 / 100  | 3   | Oposição |
| 1999 | 3.º | 25 958  | 8,9 / 100,0  | 4,2 | 10 / 100  | 4   | Oposição |
| 2003 | 3.º | 37 350  | 12,8 / 100,0 | 3,9 | 12 / 83   | 2   | Oposição |
| 2007 | 3.º | 45 493  | 16,5 / 100,0 | 3,7 | 14 / 83   | 2   | Governo  |
| 2011 | 2.º | 293 993 | 22,5 / 100,0 | 6,0 | 21 / 83   | 7   | Governo  |
| 2016 | 3.º | 176 807 | 15,8 / 100,0 | 6,7 | 14 / 83   | 7   | Governo  |

#### Hamburgo
| Data    | CI. | Votos   | %            | +/- | Deputados | +/- | Status   |
| ------- | --- | ------- | ------------ | --- | --------- | --- | -------- |
| 06/1982 | 3.º | 73 404  | 7,7 / 100,0  |     | 9 / 120   |     | Oposição |
| 12/1982 | 3.º | 70 501  | 6,8 / 100,0  | 0,9 | 8 / 120   | 1   | Oposição |
| 1986    | 3.º | 99 779  | 10,4 / 100,0 | 3,6 | 13 / 120  | 5   | Oposição |
| 1987    | 3.º | 69 148  | 7,0 / 100,0  | 3,4 | 8 / 120   | 5   | Oposição |
| 1991    | 3.º | N/D     | 7,2 / 100,0  | 0,4 | 9 / 121   | 1   | Oposição |
| 1993    | 3.º | 114 263 | 13,5 / 100,0 | 6,3 | 19 / 121  | 10  | Oposição |
| 1997    | 3.º | 114 387 | 13,9 / 100,0 | 0,4 | 21 / 121  | 2   | Governo  |
| 2001    | 4.º | 72 771  | 8,6 / 100,0  | 5,3 | 11 / 121  | 10  | Oposição |
| 2004    | 3.º | 101 227 | 12,3 / 100,0 | 3,7 | 17 / 121  | 6   | Oposição |
| 2008    | 3.º | 74 472  | 9,9 / 100,0  | 2,4 | 12 / 121  | 5   | Governo  |
| 2011    | 3.º | 384 502 | 11,2 / 100,0 | 1,3 | 14 / 121  | 2   | Oposição |
| 2015    | 3.º | 432 713 | 12,3 / 100,0 | 1,1 | 15 / 121  | 1   | Governo  |

#### Hesse
| Data | CI. | Votos   | %            | +/- | Deputados | +/-     | Status   |
| ---- | --- | ------- | ------------ | --- | --------- | ------- | -------- |
| 1982 | 3.º | 278 450 | 8,0 / 100,0  |     | 9 / 110   |         | Oposição |
| 1983 | 4.º | 200 415 | 5,9 / 100,0  | 2,1 | 7 / 110   | 2       | Oposição |
| 1987 | 3.º | 311 395 | 9,4 / 100,0  | 3,5 | 10 / 110  | 3       | Oposição |
| 1991 | 3.º | 262 161 | 8,8 / 100,0  | 0,6 | 10 / 110  | Estável | Governo  |
| 1995 | 3.º | 309 897 | 11,2 / 100,0 | 2,4 | 13 / 110  | 3       | Governo  |
| 1999 | 3.º | 201 194 | 7,2 / 100,0  | 4,0 | 8 / 110   | 5       | Oposição |
| 2003 | 3.º | 276 276 | 10,1 / 100,0 | 2,9 | 12 / 110  | 4       | Oposição |
| 2008 | 4.º | 206 610 | 7,5 / 100,0  | 2,6 | 9 / 110   | 3       | Governo  |
| 2009 | 4.º | 356 040 | 13,7 / 100,0 | 6,2 | 17 / 118  | 8       | Oposição |
| 2013 | 3.º | 348 661 | 11,1 / 100,0 | 2,6 | 14 / 110  | 3       | Governo  |
| 2018 | 2.º | 570 260 | 19,8 / 100,0 | 8,7 | 29 / 137  | 15      |          |

#### Mecklemburgo-Pomerânia Ocidental
| Data | CI. | Votos  | %           | +/- | Deputados | +/-     | Status            | Notas      |
| ---- | --- | ------ | ----------- | --- | --------- | ------- | ----------------- | ---------- |
| 1990 | 5.º | 37 126 | 4,2 / 100,0 |     | 0 / 66    |         | Extra-parlamentar | Os Verdes  |
| 1990 | 7.º | N/D    | 2,2 / 100,0 |     | 0 / 66    |         | Extra-parlamentar | Aliança 90 |
| 1994 | 5.º | 36 035 | 3,7 / 100,0 | 2,7 | 0 / 71    | Estável | Extra-parlamentar |            |
| 1998 | 5.º | 29 240 | 2,7 / 100,0 | 1,0 | 0 / 71    | Estável | Extra-parlamentar |            |
| 2002 | 5.º | 25 402 | 2,6 / 100,0 | 0,1 | 0 / 71    | Estável | Extra-parlamentar |            |
| 2006 | 6.º | 27 642 | 3,4 / 100,0 | 0,8 | 0 / 71    | Estável | Extra-parlamentar |            |
| 2011 | 4.º | 59 004 | 8,7 / 100,0 | 5,3 | 7 / 71    | 7       | Oposição          |            |
| 2016 | 5.º | 38 386 | 4,8 / 100,0 | 3,9 | 0 / 71    | 7       | Extra-parlamentar |            |

#### Renânia do Norte-Vestfália
| Data | CI. | Votos   | %            | +/- | Deputados | +/-     | Status            |
| ---- | --- | ------- | ------------ | --- | --------- | ------- | ----------------- |
| 1980 | 3.º | 291 379 | 3,0 / 100,0  |     | 0 / 201   |         | Extra-parlamentar |
| 1985 | 4.º | 431 371 | 4,6 / 100,0  | 1,6 | 0 / 227   | Estável | Extra-parlamentar |
| 1990 | 4.º | 469 098 | 5,1 / 100,0  | 0,5 | 12 / 237  | 12      | Oposição          |
| 1995 | 3.º | 830 861 | 10,0 / 100,0 | 4,9 | 24 / 221  | 12      | Governo           |
| 2000 | 4.º | 518 295 | 7,1 / 100,0  | 2,9 | 17 / 231  | 7       | Governo           |
| 2005 | 3.º | 509 293 | 6,2 / 100,0  | 0,9 | 12 / 187  | 5       | Oposição          |
| 2010 | 3.º | 941 162 | 12,1 / 100,0 | 5,9 | 23 / 181  | 11      | Governo           |
| 2012 | 3.º | 884 298 | 11,3 / 100,0 | 0,8 | 29 / 237  | 6       | Governo           |
| 2017 | 5.º | 539 062 | 6,4 / 100,0  | 4,9 | 14 / 199  | 15      | Oposição          |

#### Renânia-Palatinado
| Data | CI. | Votos   | %            | +/-  | Deputados | +/-     | Status            |
| ---- | --- | ------- | ------------ | ---- | --------- | ------- | ----------------- |
| 1983 | 3.º | 113 809 | 4,5 / 100,0  |      | 0 / 100   |         | Extra-parlamentar |
| 1987 | 4.º | 128 653 | 5,9 / 100,0  | 1,4  | 5 / 100   | 5       | Oposição          |
| 1991 | 4.º | 137 139 | 6,5 / 100,0  | 0,6  | 7 / 101   | 2       | Oposição          |
| 1996 | 4.º | 142 665 | 6,9 / 100,0  | 0,4  | 7 / 101   | Estável | Oposição          |
| 2001 | 4.º | 95 567  | 5,2 / 100,0  | 1,7  | 6 / 101   | 1       | Oposição          |
| 2006 | 4.º | 81 411  | 4,6 / 100,0  | 0,6  | 0 / 101   | 6       | Extra-parlamentar |
| 2011 | 3.º | 288 489 | 15,4 / 100,0 | 10,8 | 18 / 101  | 18      | Governo           |
| 2016 | 5.º | 113 261 | 5,3 / 100,0  | 10,1 | 6 / 101   | 12      | Governo           |

#### Sarre
| Data | CI. | Votos  | %           | +/- | Deputados | +/-     | Status            |
| ---- | --- | ------ | ----------- | --- | --------- | ------- | ----------------- |
| 1980 | 4.º | 19 945 | 2,9 / 100,0 |     | 0 / 51    |         | Extra-parlamentar |
| 1985 | 4.º | N/D    | 2,5 / 100,0 | 0,4 | 0 / 51    | Estável | Extra-parlamentar |
| 1990 | 5.º | N/D    | 2,6 / 100,0 | 0,1 | 0 / 51    | Estável | Extra-parlamentar |
| 1994 | 3.º | 38 087 | 5,5 / 100,0 | 2,9 | 3 / 51    | 3       | Oposição          |
| 1999 | 3.º | 18 106 | 3,2 / 100,0 | 2,3 | 0 / 51    | 3       | Extra-parlamentar |
| 2004 | 3.º | 24 830 | 5,6 / 100,0 | 2,4 | 3 / 51    | 3       | Oposição          |
| 2009 | 5.º | 31 516 | 5,9 / 100,0 | 0,3 | 3 / 51    | Estável | Governo           |
| 2012 | 5.º | 24 252 | 5,0 / 100,0 | 0,9 | 2 / 51    | 1       | Oposição          |
| 2017 | 5.º | 21 392 | 4,0 / 100,0 | 1,1 | 0 / 51    | 2       | Extra-parlamentar |

#### Saxónia
| Data | CI. | Votos   | %           | +/- | Deputados | +/-     | Status            |
| ---- | --- | ------- | ----------- | --- | --------- | ------- | ----------------- |
| 1990 | 4.º | 147 543 | 5,6 / 100,0 |     | 10 / 160  |         | Oposição          |
| 1994 | 4.º | 85 485  | 4,1 / 100,0 | 1,5 | 0 / 120   | 10      | Extra-parlamentar |
| 1999 | 4.º | 55 609  | 2,6 / 100,0 | 1,5 | 0 / 120   | Estável | Extra-parlamentar |
| 2004 | 6.º | 106 771 | 5,1 / 100,0 | 2,5 | 6 / 124   | 6       | Oposição          |
| 2009 | 5.º | 114 963 | 6,4 / 100,0 | 1,3 | 9 / 132   | 3       | Oposição          |
| 2014 | 5.º | 93 857  | 5,7 / 100,0 | 0,7 | 8 / 126   | 1       | Oposição          |

#### Saxónia-Anhalt
| Data | CI. | Votos  | %           | +/- | Deputados | +/-     | Status            |
| ---- | --- | ------ | ----------- | --- | --------- | ------- | ----------------- |
| 1990 | 5.º | 74 696 | 5,3 / 100,0 |     | 5 / 106   |         | Oposição          |
| 1994 | 4.º | 57 739 | 5,1 / 100,0 | 0,2 | 5 / 99    | Estável | Governo           |
| 1998 | 6.º | 48 542 | 3,2 / 100,0 | 1,9 | 0 / 116   | 5       | Extra-parlamentar |
| 2002 | 6.º | 22 696 | 2,0 / 100,0 | 1,2 | 0 / 115   | Estável | Extra-parlamentar |
| 2006 | 5.º | 32 117 | 3,6 / 100,0 | 1,6 | 0 / 97    | Estável | Extra-parlamentar |
| 2011 | 4.º | 70 922 | 7,1 / 100,0 | 3,5 | 9 / 105   | 9       | Oposição          |
| 2016 | 5.º | 58 209 | 5,2 / 100,0 | 1,9 | 5 / 87    | 4       | Governo           |

#### Schleswig-Holstein
| Data | CI. | Votos   | %            | +/-     | Deputados | +/-     | Status            |
| ---- | --- | ------- | ------------ | ------- | --------- | ------- | ----------------- |
| 1979 | 4.º | 38 009  | 2,4 / 100,0  |         | 0 / 73    |         | Extra-parlamentar |
| 1983 | 3.º | 59 358  | 3,6 / 100,0  | 1,2     | 0 / 74    | Estável | Extra-parlamentar |
| 1987 | 4.º | 60 408  | 3,9 / 100,0  | 0,3     | 0 / 74    | Estável | Extra-parlamentar |
| 1988 | 4.º | 44 898  | 2,9 / 100,0  | 1,0     | 0 / 74    | Estável | Extra-parlamentar |
| 1992 | 5.º | 74 014  | 5,0 / 100,0  | 2,1     | 0 / 89    | Estável | Extra-parlamentar |
| 1996 | 3.º | 121 939 | 8,1 / 100,0  | 3,1     | 6 / 75    | 6       | Governo           |
| 2000 | 4.º | 91 389  | 6,2 / 100,0  | 1,9     | 5 / 89    | 2       | Governo           |
| 2005 | 4.º | 89 387  | 6,2 / 100,0  | Estável | 4 / 69    | 1       | Oposição          |
| 2009 | 4.º | 199 367 | 12,4 / 100,0 | 6,2     | 12 / 95   | 8       | Oposição          |
| 2012 | 3.º | 174 953 | 13,2 / 100,0 | 0,8     | 10 / 69   | 2       | Governo           |
| 2017 | 3.º | 190 181 | 12,9 / 100,0 | 0,3     | 10 / 73   | Estável | Governo           |

#### Turíngia
| Data | CI. | Votos   | %           | +/- | Deputados | +/-     | Status            |
| ---- | --- | ------- | ----------- | --- | --------- | ------- | ----------------- |
| 1990 | 5.º | 100 428 | 7,2 / 100,0 |     | 6 / 89    |         | Oposição          |
| 1994 | 4.º | 64 041  | 4,5 / 100,0 | 2,7 | 0 / 88    | 6       | Extra-parlamentar |
| 1999 | 5.º | N/D     | 1,9 / 100,0 | 2,6 | 0 / 88    | Estável | Extra-parlamentar |
| 2004 | 4.º | 45 649  | 4,5 / 100,0 | 2,6 | 0 / 88    | Estável | Extra-parlamentar |
| 2009 | 5.º | 64 912  | 6,2 / 100,0 | 1,7 | 6 / 88    | 6       | Oposição          |
| 2014 | 5.º | 53 407  | 5,7 / 100,0 | 0,5 | 6 / 91    | Estável | Governo           |